# Mosquée Ishak-Pacha
Ne doit pas être confondue avec le palais Ishak Pacha dans la province d’Ağrı (Turquie).
La mosquée Ishak-Pacha (en turc : İshak Paşa Camii, en grec moderne : Ισχάκ Πασά Τζαμί / Ischák Pachá Tzamí) ou Alaca Imaret (Αλάτζα Ιμαρέτ, littéralement « hospice multicolore »), est un édifice ottoman situé à Thessalonique, dans la région de Macédoine-Occidentale, en Grèce. Abritant une mosquée, un imaret et une madrassa, le complexe fut érigé en 1484 par Ishak Pacha, grand vizir sous Mehmed II et sandjak-bey de Thessalonique sous Bayezid II. Restauré à la fin du XXe siècle, l'édifice est aujourd'hui ponctuellement utilisé comme espace culturel.

## Histoire
L'édifice fut commandité en 1484, ou 1487 par Ishak Pacha bin Ibrahim, gouverneur de Thessalonique de 1482 à 1487. Cet important dignitaire ottoman, originaire d'İnegöl, près de Brousse, fut également grand vizir sous les règnes de Mehmed II et Bayezid II. L'historien Machiel Kiel (en) affirme que le monument, œuvre de Yakub bin Abdullah, fut initialement élevé comme lieu de réunion de la confrérie soufie des Akhis. Ahmed Ameen estime lui que le lieu fit avant tout office de mosquée. Toujours est-il que la construction et les diverses fonctions socio-religieuses du complexe, celles de soupe populaire, d'hospice, d'école coranique, d'auberge et de lieu de prière, furent financées par les revenus tirés des propriétés d'Ishak Pacha. Ces dernières étaient principalement localisées en Chalcidique, notamment sur les pentes du mont Choriártis (en), à Galátista. Selon un waqf de 1487, la fondation d'Ishak Pacha employait un ensemble de vingt-trois personnes,,.
L'édifice connut une rénovation en 1845. À l'issue de la Seconde Guerre mondiale et aux prémices de la guerre civile, entre 1945 et 1946, le lieu accueillit des miliciens de l'Armée démocratique de Grèce. En 1967, les deux colonnes en marbre situées aux extrémités du porche s'effondrèrent et furent remplacées deux ans plus tard par des colonnes en béton,. Placé sous la responsabilité du Service archéologique du ministère de la Culture en 1973, des mesures structurelles d'urgence furent mises en place à la suite du séisme de 1978 (en). L'édifice abrita un temps une troupe de scouts. En 1985, le monument devint la propriété de la Municipalité de Thessalonique et d'importants travaux de restauration furent conduits pendant une décennie en vue du titre de capitale européenne de la culture de Thessalonique en 1997. Depuis 1996, le lieu fait office d'espace culturel temporaire.

## Architecture
Le complexe de la mosquée Ishak-Pacha présente un plan en T inversé, unique en Grèce dans cet état de conservation malgré certaines ressemblances avec la mosquée Mehmed-Bey à Serrès. La maçonnerie est en appareil cloisonné avec quatre rangées de fenêtres. Le plan général est celui d'une mosquée-zawiya de 261,5 m2, avec un imposant porche de 30 m de long et 5 m de haut, aux arches recouvertes de plâtre coloré imitant l'apparence de pierre de taille de couleur blanche et rouge, surmonté de cinq dômes. Le dôme situé au centre du porche est caractérisé par une coupole sur pendentifs ornée de muqarnas. Matérialisant l'entrée du monument, le dôme central du porche est plus élevé que ces voisins,. Les deux grands dômes du vaisseau central mesurent 8,5 m de diamètre et reposent sur un haut tambour octogonal. Selon le voyageur Evliya Çelebi, les onze dômes du complexe étaient recouverts de plomb,.
Du porche, l'accès à l'espace intérieur s'effectue par un portail surmonté d'une inscription dédicatoire et encadré par deux niches. La première pièce centrale carrée servait de lieu de rencontre et d'échanges entre les frères soufis et leurs invités. Un bassin occupait le centre de la pièce. Les espaces latéraux, qui communiquent avec l'espace central grâce à des vestibules voutés en berceau de 5,4 × 1,6 m, abritaient les chambres des hôtes et étaient dotés de cheminées. Dans le prolongement, le second espace central carré (eyvan) était dévolu à la prière. Les deux salles centrales mesurent 19,30 × 8,80 m. Des cuisines séparées, dont il ne reste aujourd'hui aucune trace, étaient localisées à proximité du minaret détruit à la suite du rattachement de la ville à la Grèce en 1912. Ce minaret, dont il subsiste la base à l'angle nord-ouest, donna son nom populaire au monument de par ses motifs en « diamants » alternant briques blanches et rouges,.
À l'intérieur, un riche décor de fresques colorées aux motifs floraux, d'inscriptions et de muqarnas date pour l'essentiel de la rénovation de l'édifice en 1845. Le mihrab en marbre fut lui aussi vraisemblablement restauré en 1845. 
À noter que deux petits cimetières occupaient jusqu'en 1906 la cour de la mosquée ainsi qu'une fontaine, détruite en 1967.

## Galerie

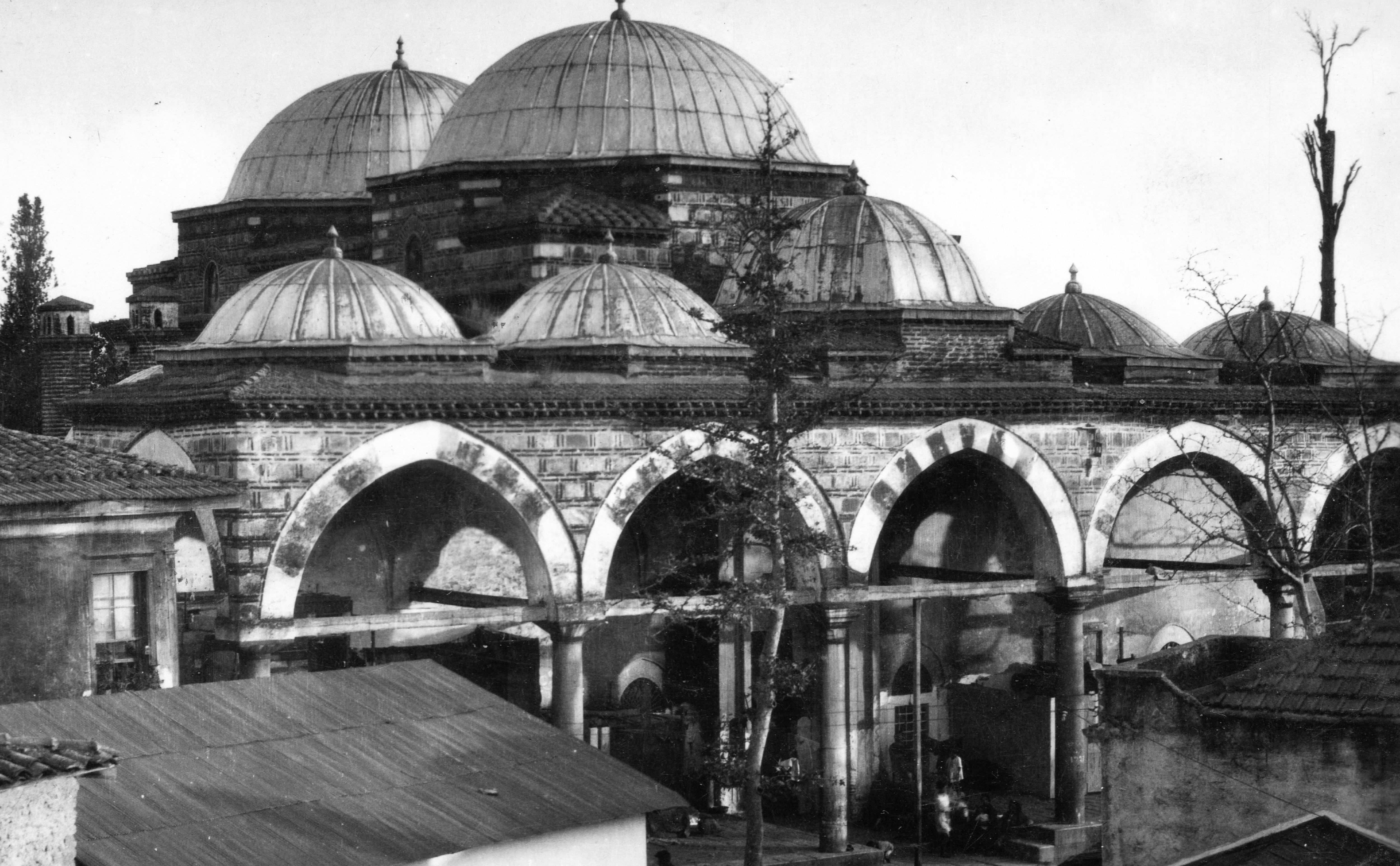
Vue de la mosquée depuis le nord en 1934.
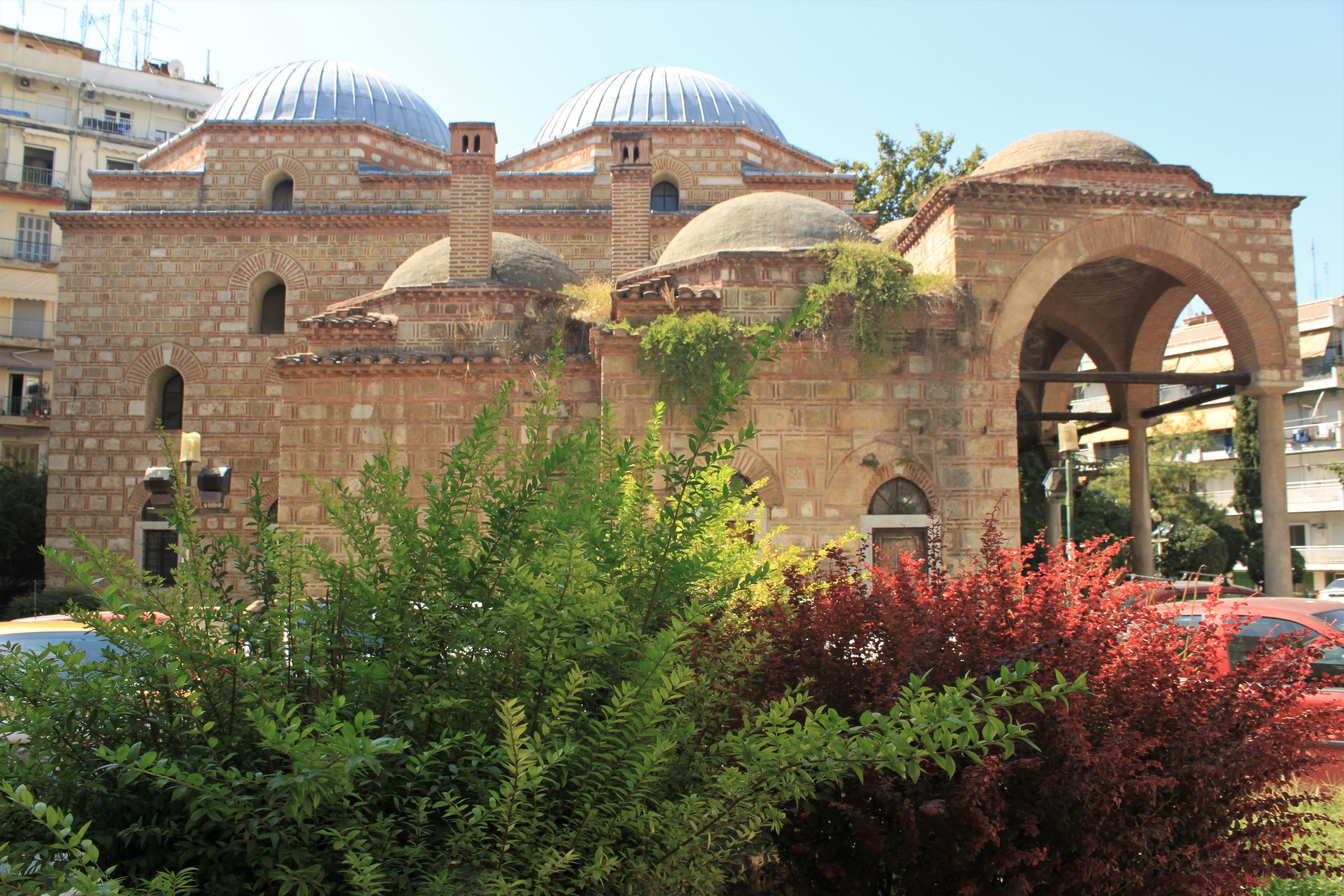
Vue de la mosquée depuis l'est.
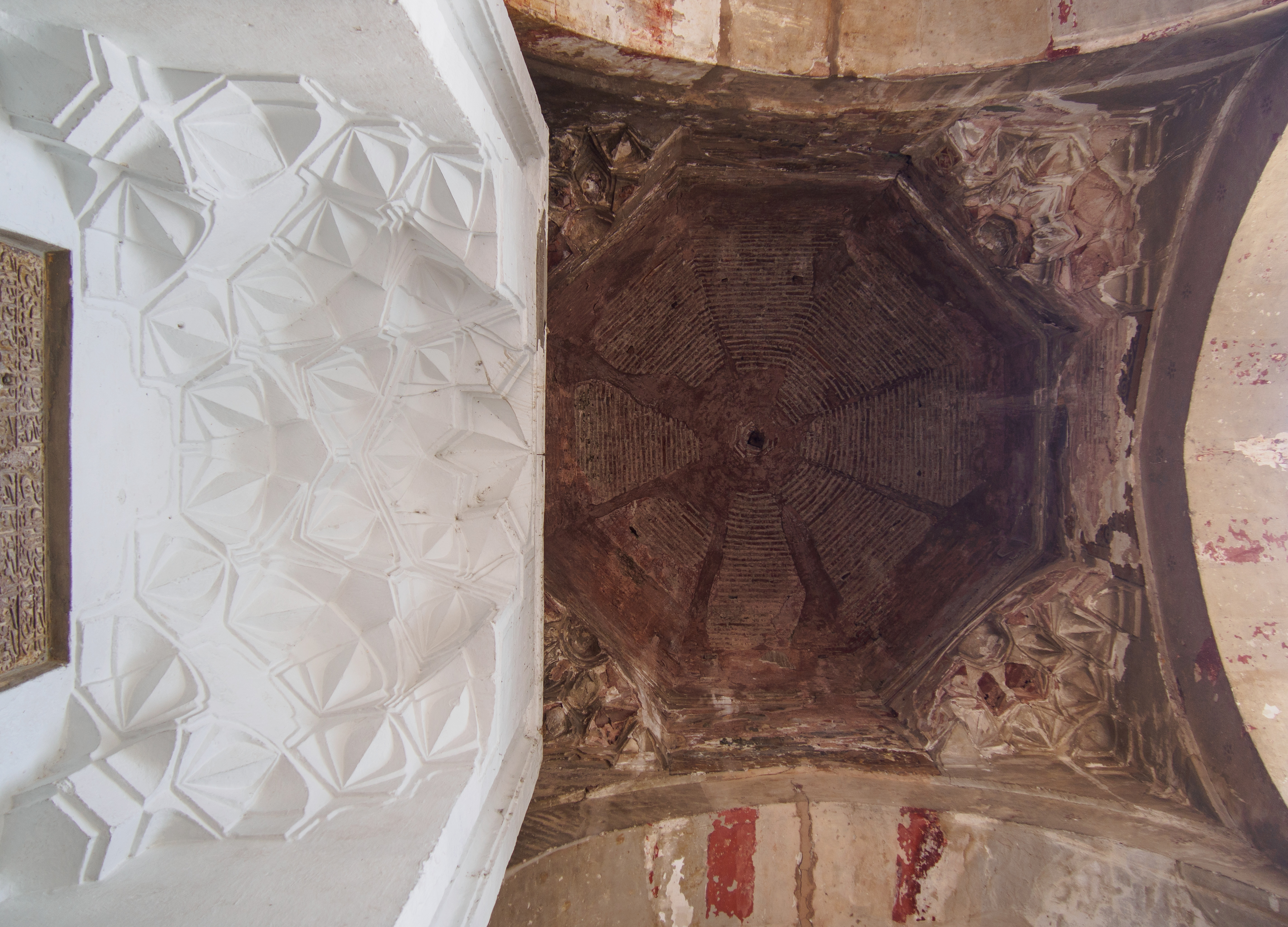
Entrée et coupole centrale du porche.
Coupole de la première salle.
La salle de prière.